# Aquaporin
Aquaporin, còn được gọi là các kênh nước, là các protein màng không tách rời, chúng chủ yếu giúp tạo thuận lợi cho việc vận chuyển nước giữa các tế bào. Màng tế bào của nhiều loại vi khuẩn, nấm, tế bào động vật và thực vật khác nhau có chứa kênh aquaporin, nhờ đó mà nước có thể lưu thông vào và ra khỏi tế bào nhanh hơn là khuếch tán qua lớp kép phospholipid.
Giải Nobel Hóa học năm 2003 được trao cho Peter Agre cho việc phát hiện ra aquaporin  cùng với Roderick MacKinnon cho công trình của ông về cấu trúc và cơ chế của các kênh kali.
Khuyết tật di truyền liên quan đến các gen aquaporin có liên quan đến một số bệnh của con người bao gồm cả đái tháo nhạt và hội chứng Devic.

## Chức năng
Aquaporin là "hệ thống ống dẫn nước cho tế bào". Nước di chuyển qua các tế bào một cách nhanh và có tổ chức nhất trong các mô có aquaporin. Trong nhiều năm, các nhà khoa học cho rằng nước đã "rò rỉ" qua màng tế bào, với một số nước thì đúng là như vậy. Tuy nhiên, điều này không giải thích được làm thế nào mà nước có thể di chuyển rất nhanh qua các tế bào.
Aquaporin dẫn chuyển chọn lọc các phân tử nước khi đi vào và ra ngoài tế bào, và ngăn không cho các ion và các chất tan khác đi qua. Còn được gọi là các kênh nước, aquaporin là các protein lỗ không tách rời trên màng. Một số trong các aquaporin, còn được gọi là aquaglyceroporin, cũng giúp vận chuyển các phân tử hòa tan không tích điện khác bao gồm amonia, CO2, glycerol và urea. Ví dụ, kênh aquaporin 3 có chiều rộng lỗ từ 8–10 Ångströms và cho phép chuyển các phân tử ưa nước từ 150 đến 200 Da. Tuy nhiên, các lỗ vận chuyển nước chặn hoàn toàn các ion, bao gồm cả các proton-vốn cần thiết để bảo tồn thế năng điện hóa của màng tế bào (do chênh lệch nồng độ proton ở hai bên màng).
Các phân tử nước đi qua lỗ của kênh theo từng tập một. Sự hiện diện của các kênh nước làm tăng tính thấm của màng với nước. Đây cũng là yếu tố cần thiết cho hệ thống vận chuyển nước ở thực vật và giúp chịu được hạn hán và mặn.